# 난팡 빌딩
난팡 빌딩(중국어: 南方大厦)은 중화인민공화국 광저우시에 위치한 건축물이다.
높이49M
1922년~1927년 까지 아시아 최고층 건물이었다.